# Ladislaus af Napoli
Ladislaus af Napoli (født 15. februar 1377, død 6. august 1414) var konge af Napoli, Sicilien og Jerusalem. Han var også greve af Provence og Forcalquier samt titulær konge af Ungarn og Kroatien.
Han var en dreven politiker og militær leder samt beskytter af og styrende for pave Innocent 7. I sin regeringstid profiterede han af det kaos, der herskede i Italien, til at udvide sit territorium og sin magt betragteligt. Blandt andet fik han kontrol over størstedelen af Kirkestaten, så han kunne bruge den til sit eget formål.